# Eleição primária do Partido Republicano no Arizona em 2012
A eleição primária do Partido Republicano no Arizona em 2012 foi realizada em 28 de fevereiro de 2012. Nas primárias, a votação segue o formato tradicional, no qual os eleitores votam em seu candidato por meio de cédulas. A primária do Arizona foi do tipo fechado, onde apenas os eleitores registrados ao Partido Republicano podem participar. Mais de 1 130 000 eleitores republicanos registrados participaram do evento, cujo objetivo foi selecionar os delegados do estado para participar da Convenção Nacional Republicana a fim de apoiar o candidato eleito na primária. O Comitê Nacional Republicano (RNC) removeu metade dos delegados de Arizona porque a comissão estadual transferiu a sua primária republicana para antes de 6 de março. Arizona, portanto, realizou uma votação para selecionar 29 delegados. A primária de Arizona foi definida como "vencedor-leva-tudo" (winner-take-all em inglês), e assim, o candidato vencedor Mitt Romney recebeu todos os delegados em seu apoio. Isto foi uma outra violação das regras de atribuíção de delegados segundo o RNC, que requer a atribuíção proporcional para todas as primárias realizadas antes de 1 de abril. Vinte e três candidatos apareceram na cédula de votação.

## Resultados

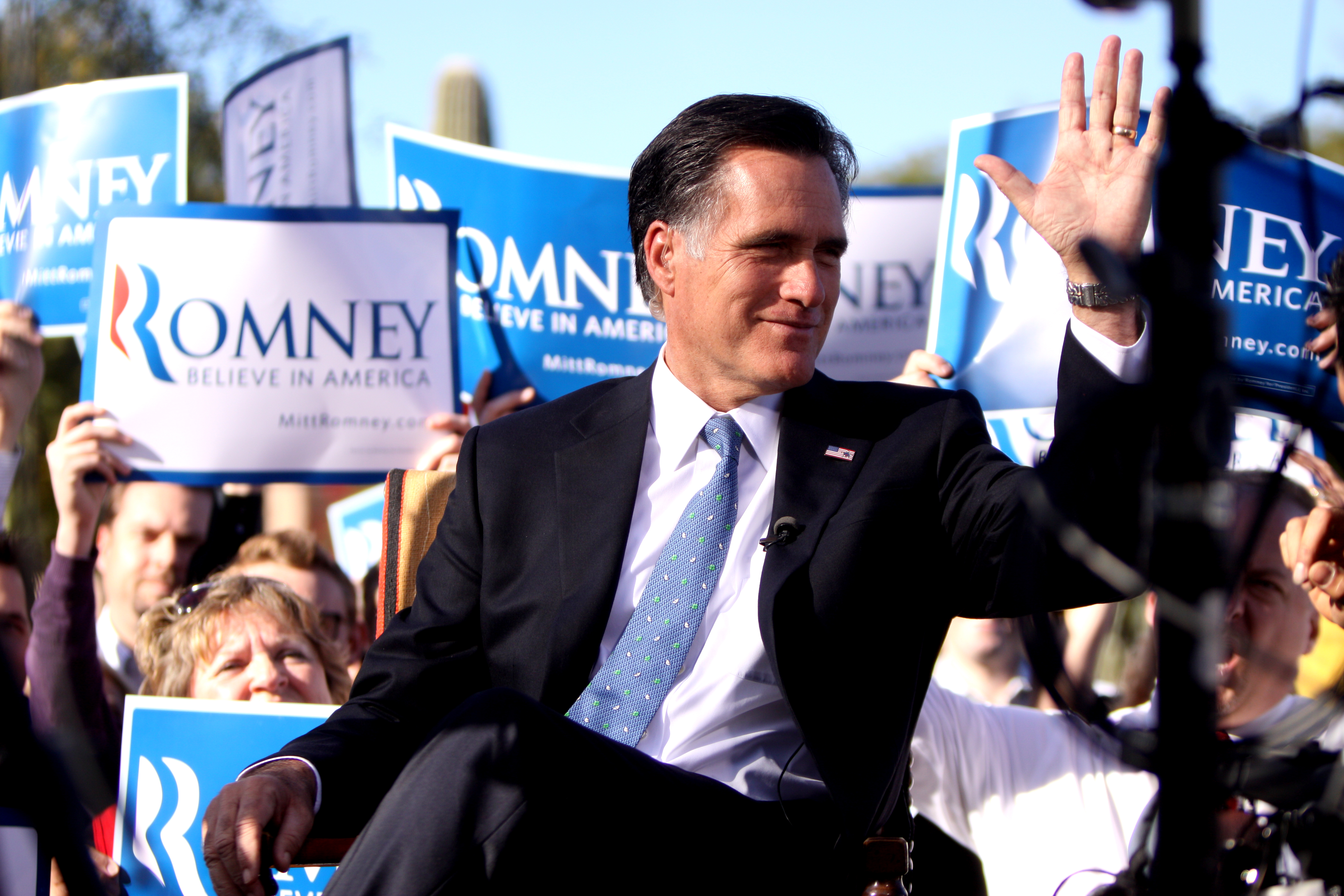
Mitt Romney dando uma entrevista a apoiadores no Arizona.

## Pesquisas de opinião
| Fonte da pesquisa                                                            | Data                            | 1º                 | 2º                   | 3º                   | Outro |
| ---------------------------------------------------------------------------- | ------------------------------- | ------------------ | -------------------- | -------------------- | --- |
| We Ask America Margem de erro: ±2.87% Entrevistados: 1,162                   | 26 de fevereiro de 2012         | Mitt Romney 42.66% | Rick Santorum 26.54% | Newt Gingrich 20.65% | Ron Paul 10.15% |
| Public Policy Polling Margem de erro: ±4.3% Entrevistados: 515               | 26 de fevereiro de 2012         | Mitt Romney 43%    | Rick Santorum 26%    | Newt Gingrich 18%    | Ron Paul 11%, Outro/Não sabe 1%                                                                                        |
| America Research Group Margem de erro: ±4% Entrevistados: 600                | 23–24 de fevereiro de 2012      | Mitt Romney 39%    | Rick Santorum 35%    | Newt Gingrich 11%    | Ron Paul 9%, Indeciso 5%                                                                                               |
| Rasmussen Reports Margem de erro: ±4% Entrevistados: 750                     | 23 de fevereiro de 2012         | Mitt Romney 42%    | Rick Santorum 29%    | Newt Gingrich 16%    | Ron Paul 8%, Outro 1%, Indeciso 3%                                                                                     |
| We Ask America Margem de erro: ±2.88% Entrevistados: 1,115                   | 19–20 de fevereiro de 2012      | Mitt Romney 37%    | Rick Santorum 27%    | Newt Gingrich 15%    | Ron Paul 8%, Indeciso 13%                                                                                              |
| NBC News-Marist Margem de erro: ±3.5% Entrevistados: 2,487                   | 19–20 de fevereiro de 2012      | Mitt Romney 43%    | Rick Santorum 27%    | Newt Gingrich 16%    | Ron Paul 11%, Indeciso 3%                                                                                              |
| CNN/Time Magazine/ORC International Margem de erro: ±4.5% Entrevistados: 467 | 17–20 de fevereiro de 2012      | Mitt Romney 36%    | Rick Santorum 32%    | Newt Gingrich 18%    | Ron Paul 6%, Nenhum 1%, Sem opinião 6%                                                                                 |
| Public Policy Polling Margem de erro: ±4.8% Entrevistados: 412               | 17–19 de fevereiro de 2012      | Mitt Romney 36%    | Rick Santorum 33%    | Newt Gingrich 16%    | Ron Paul 9%, Outro/Não sabe 7%                                                                                         |
| Public Policy Polling Margem de erro: ±4.8% Entrevistados: 412               | 17–19 de fevereiro de 2012      | Rick Santorum 43%  | Mitt Romney 41%      | Ron Paul 9%          | Não sabe 8% |
| Rasmussen Reports Margem de erro: ±4% Entrevistados: 750                     | 16 de fevereiro de 2012         | Mitt Romney 39%    | Rick Santorum 31%    | Newt Gingrich 15%    | Ron Paul 7%, Outro 3%, Indeciso 5%                                                                                     |
| America Research Group Margem de erro: ±4% Entrevistados: 600                | 13–14 de fevereiro de 2012      | Mitt Romney 38%    | Rick Santorum 31%    | Newt Gingrich 15%    | Ron Paul 11%, Indeciso 5%                                                                                              |
| Rasmussen Reports Margem de erro: ±4% Entrevistados: 750                     | 1 de fevereiro de 2012          | Mitt Romney 48%    | Newt Gingrich 24%    | Rick Santorum 13%    | Ron Paul 6%, Other 2%, Indeciso 6%                                                                                     |
| America Research Group Margem de erro: ±4% Entrevistados: 600                | 25–26 de janeiro de 2012        | Mitt Romney 32%    | Newt Gingrich 32%    | Ron Paul 12%         | Rick Santorum 10%, Outro 2%, Indeciso 12%                                                                              |
| Behavior Research Center Margem de erro: ±7.1% Entrevistados: 260            | 5–9 de janeiro de 2012          | Mitt Romney 41%    | Rick Santorum 14%    | Newt Gingrich 9%     | Rick Perry 5%, Ron Paul 4%, Jon Huntsman 2%, Indeciso 25%                                                              |
| Public Policy Polling Margem de erro: ±4.9% Entrevistados: 400               | 17–20 de novembro de 2011       | Newt Gingrich 28%  | Mitt Romney 23%      | Herman Cain 17%      | Ron Paul 8%, Jon Huntsman 5%, Michele Bachmann 3%, Rick Perry 3%, Rick Santorum 3%, Gary Johnson 0%, Outro/Não sabe 9% |
| Behavior Research Center Margem de erro: ±4.1% Entrevistados: 581            | 13–24 de outubro de 2011        | Herman Cain 25%    | Mitt Romney 24%      | Rick Perry 10%       | Ron Paul 5%, Michele Bachmann 4%, Jon Huntsman 2%, Rick Santorum 0%, Nenhum 5%, Indeciso 20%, não interessado 5%       |
| Summit Consulting Group Margem de erro: ±4% Entrevistados: 600               | 19–20 de setembro de 2011       | Mitt Romney 31%    | Rick Perry 25%       | Michele Bachmann 5%  | Herman Cain 5%, Newt Gingrich 4%, Ron Paul 3%, Jon Huntsman 2%, Rick Santorum 1%, Indeciso 24%                         |
| Public Policy Polling Margem de erro: ±4.9% Entrevistados: 400               | 28 de abril – 1 de maio de 2011 | Mitt Romney 24%    | Mike Huckabee 12%    | Sarah Palin 12%      | Ron Paul 12%, Michele Bachmann 10%, Newt Gingrich 10%, Donald Trump 8%, Tim Pawlenty 5%, Outro/Indeciso 8%             |
| Public Policy Polling Margem de erro: ±4.9% Entrevistados: 400               | 28–30 de janeiro de 2011        | Mitt Romney 23%    | Mike Huckabee 19%    | Newt Gingrich 15%    | Sarah Palin 15%, Ron Paul 5%, Tim Pawlenty 4%, Mitch Daniels 2%, John Thune 1%, Outro/Indeciso 16%                     |
| Magellan Strategies Margem de erro: ±2.9% Entrevistados: 1,137               | 22 de junho de 2010             | Mitt Romney 29%    | Sarah Palin 18%      | Newt Gingrich 16%    | Mike Huckabee 14%, Ron Paul 5%, Tim Pawlenty 3%, Rick Santorum 2%, Indeciso 13%                                        |
| Public Policy Polling Margem de erro: ±5.0% Entrevistados: 387               | 23–25 de abril de 2010          | Mitt Romney 27%    | Newt Gingrich 19%    | Sarah Palin 13%      | Mike Huckabee 12%, Ron Paul 9%, Indeciso 19%                                                                           |